# Линейный (гандбол)

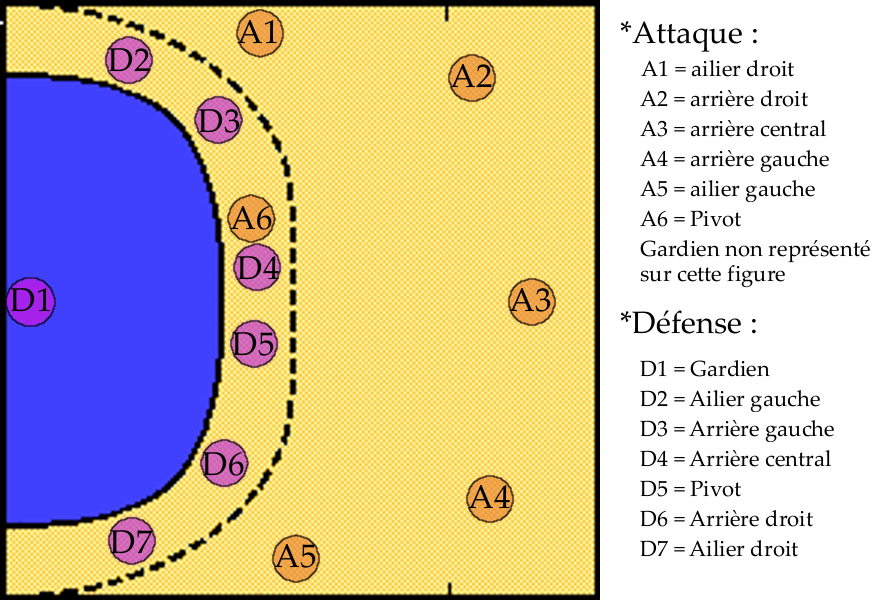
Линейный обороняющейся команды отмечен координатой D5, атакующей — A6

Разыгрывающий обороняющейся команды отмечен синим цветом с буквами VM, атакующей — красным цветом с буквами KM

Линейный в гандболе — игрок, который играет в центральной части площадки и относится номинально к группе атаки. У атакующей команды линейный находится ближе всего к 6-метровой зоне, у обороняющейся он при схеме обороны 5-1 находится дальше всего от ворот. Линейный является самым физически сильным игроком команды.

## Действия линейного
Во время игры в обороне в обязанности линейного входит закрывать атакующих игроков или загораживать ворота, не позволяя никому бросить и заставляя противника смещаться по флангу. Линейный может блокировать удар противника своим корпусом, если в защите обнаруживается «брешь» (какая-то часть площадки не контролируется).
Во время атаки основная цель линейного — бороться с защитниками противника и продавливать защиту для того, чтобы позволить игроку из своей команды нанести удачный бросок или даже бросить самому. Линейный часто вступает в борьбу, хватая противника за руки или за майку, что может быть чревато нарушением правил.
Также линейному доверяют пробивать штрафные броски, назначаемые, как правило, в конце тайма. Благодаря мощной силе броска линейный может пробить блок противника и забить гол.

## Известные линейные

### Мужчины
- Хулен Агинагальде, лучший линейный Олимпийских игр 2012 и чемпионата мира 2013
- Бертран Жиль, чемпион и лучший линейный Олимпийских игр 2008, лучший гандболист 2002 года
- Герик Кервадец, лучший линейный чемпионата мира 1997 года
- Кристиан Шварцер, номинант на приз лучшего гандболиста года с 2000 по 2004 годы
- Драган Шкрбич, лучший гандболист 2000 года
- Дмитрий Торгованов, чемпион мира 1993 и 1997 годов, олимпийский чемпион 2000 года, лучший линейный чемпионата мира 1993 и Олимпийских игр 1996 года
- /  Роландо Уриос, лучший бомбардир и лучший линейный чемпионата мира 1999 года
- Игор Вори, лучший линейный чемпионата мира 2009 и чемпионата Европы 2010
- /  /  Андрей Щепкин, лучший линейный чемпионатов Европы 1998 и 2000 годов, лучший линейный Лиги чемпионов ЕГФ за 20 лет её существования

### Женщины
- Майя Петрова, олимпийская чемпионка 2016 года
- Людмила Бодниева, чемпионка мира 2001 и 2005 годов, лучший игрок чемпионата мира 2005 года
- Бегонья Фернандес, лучшая линейная чемпионата Европы 2008 года и чемпионата мира 2009 года
- Эржебет Кочиш, лучшая гандболистка 1995 года
- Анита Кулчар, лучшая гандболистка 2004 года
- Хейди Лёке, чемпионка мира 2011 и 2015 годов, чемпионка и лучшая линейная Олимпийских игр 2012 года, лучшая гандболистка 2011 года
- Вероник Роллан-Пекё, лучшая линейная Олимпийских игр 2000 и 2004 годов

## В других языках
Во французском и английском языке линейный обозначается термином «pivot»: в других видах спорта точно так же обозначают игрока группы атаки. В немецком языке линейный имеет три названия: «Kreisläufer», «Kreisspieler» и «Kreismitte».

### Галерея

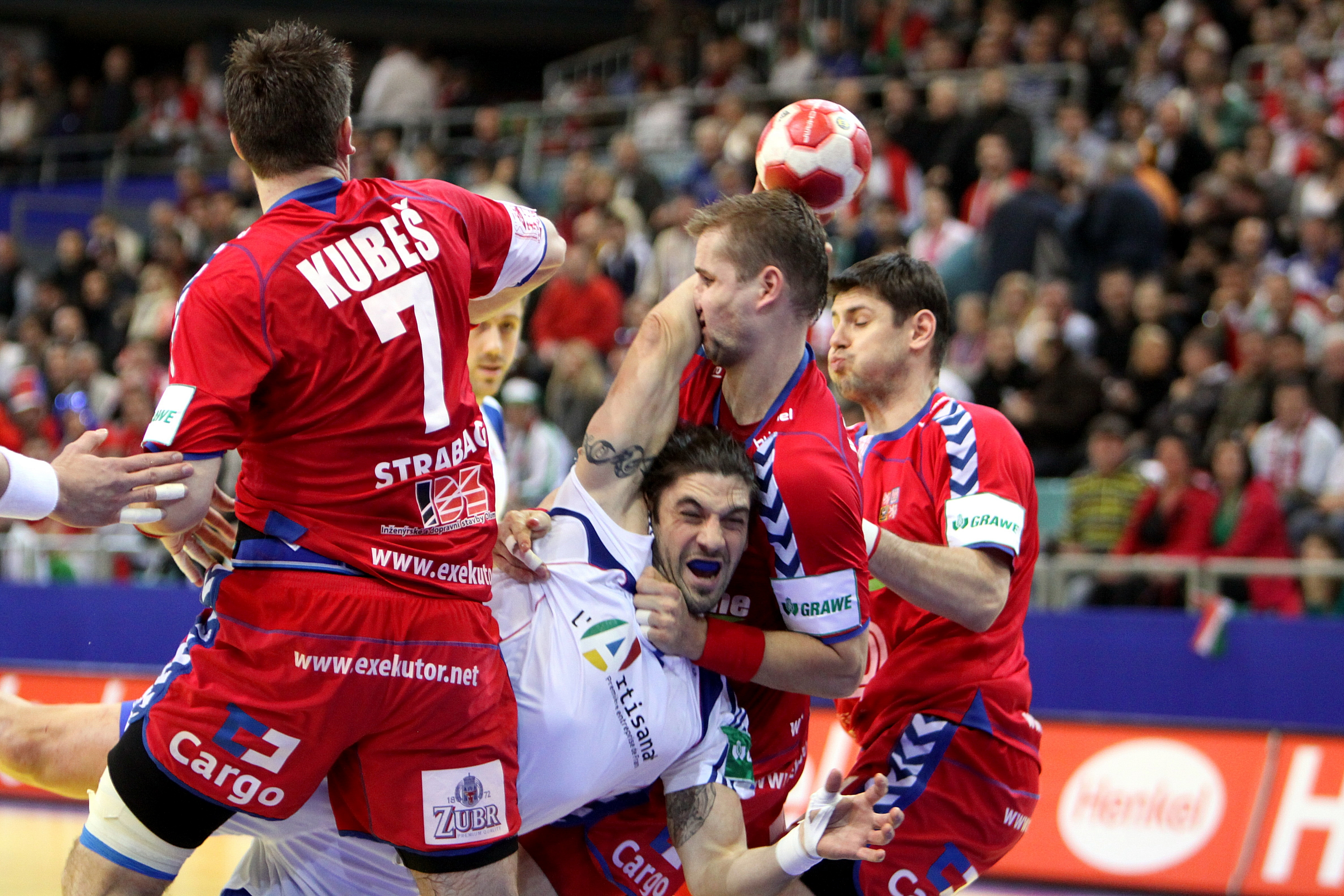
Бертран Жиль
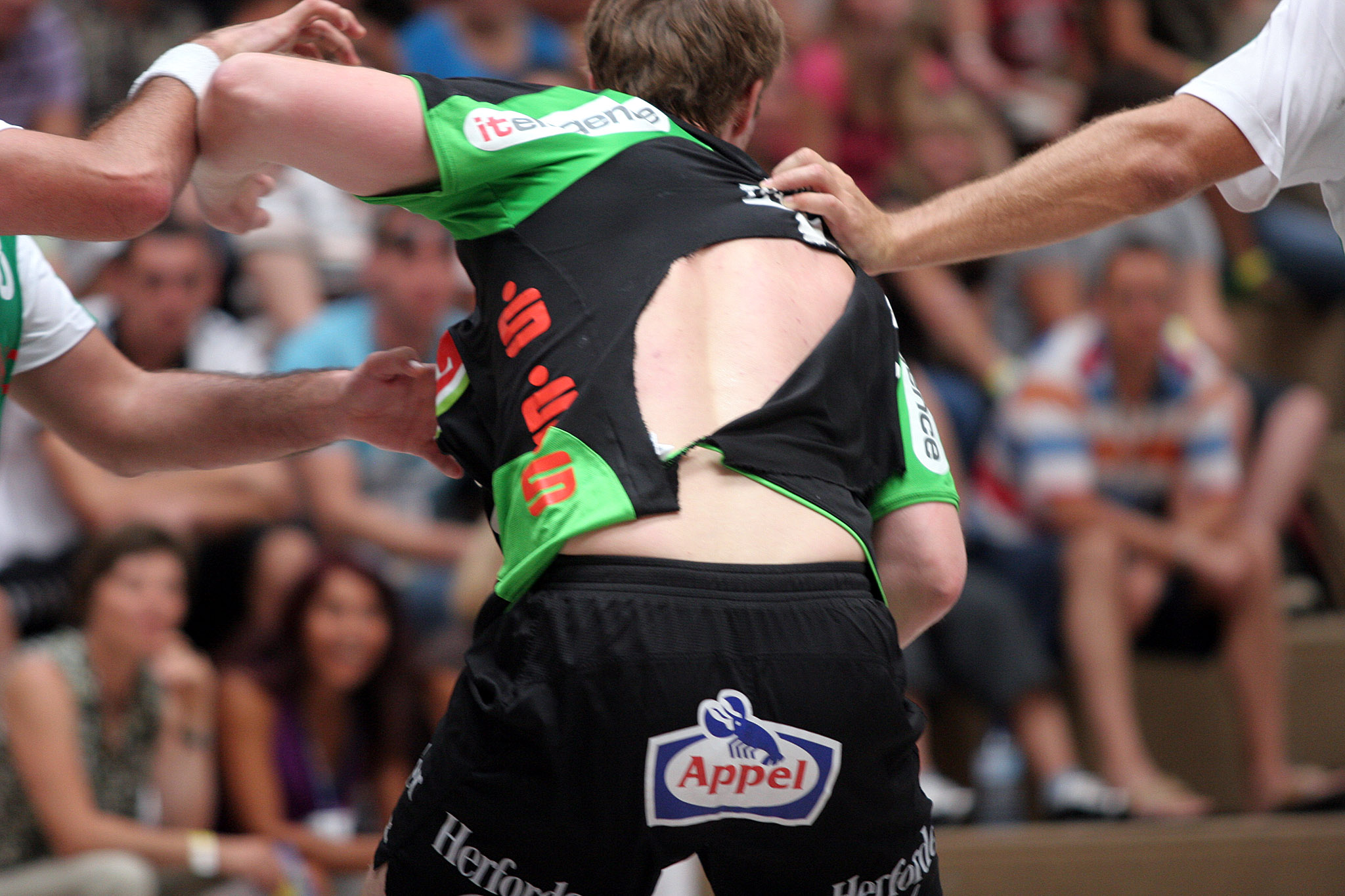
Вигнир Сваварссон
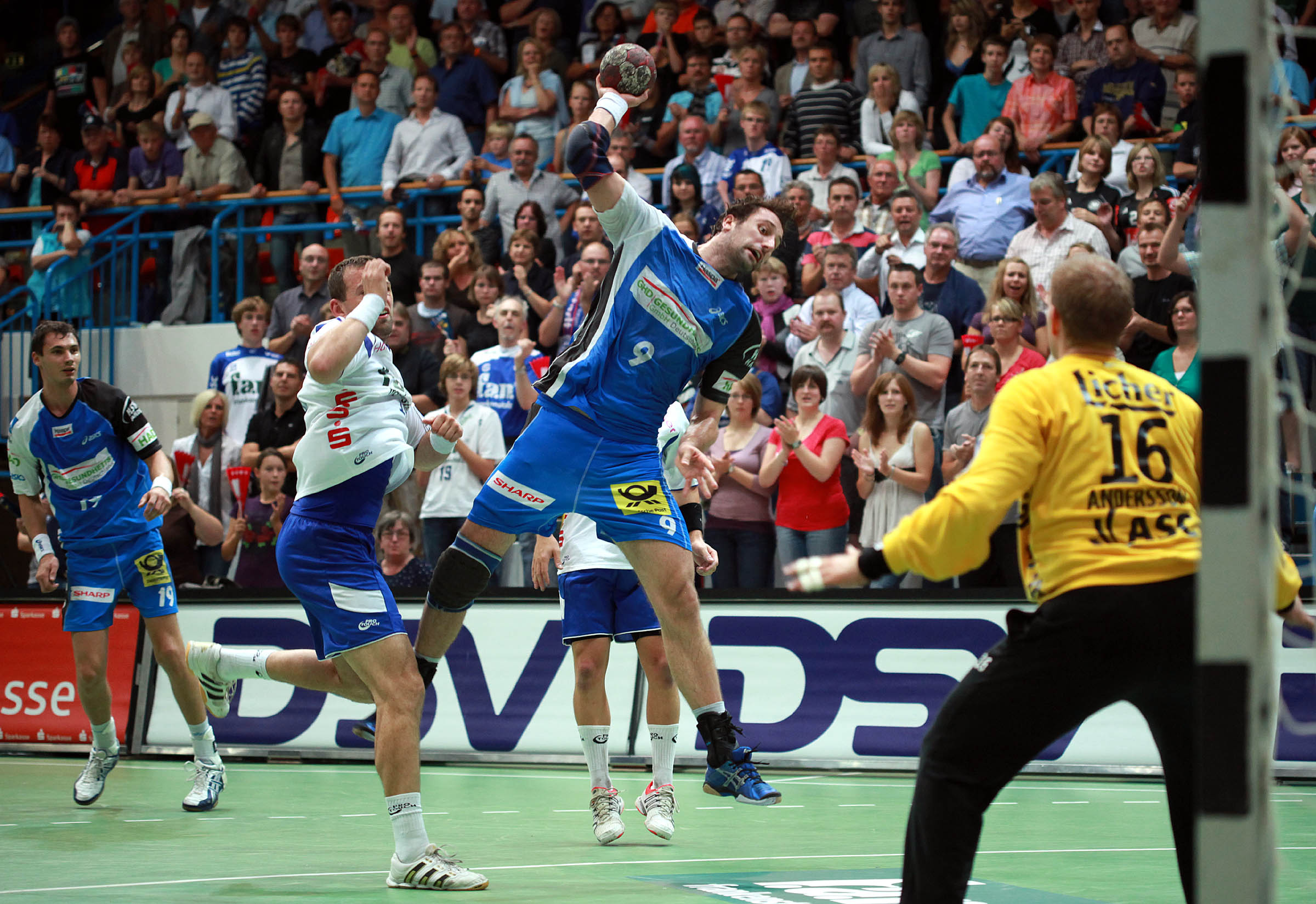
Игор Вори
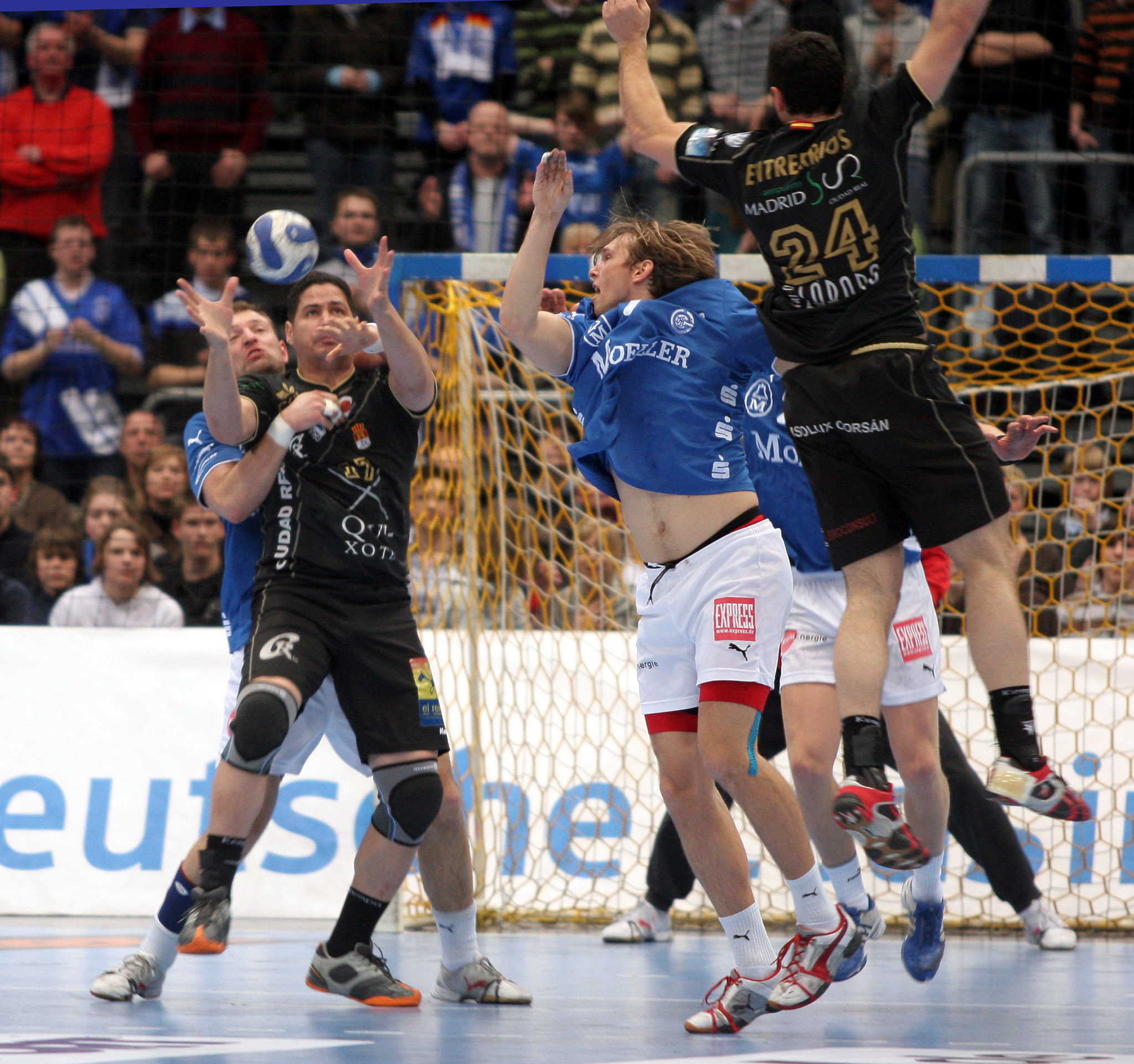
Роландо Уриос